# Taksony (Hungria)
Taksony é uma vila da Hungria, situada no condado de Peste. Tem 20,85 km² de área e sua população em 2019 foi estimada em 6.189 habitantes.